# Segismundo Moret
Segismundo Moret y Prendergast (Cádiz, 2 de junio de 1833-Madrid, 28 de enero de 1913) fue un hacendista, literato y político español. 
Durante el reinado de Amadeo I fue ministro de Ultramar y ministro de Hacienda; durante el reinado de Alfonso XII, ministro de la Gobernación; durante la regencia de María Cristina de Habsburgo, ministro de Estado, ministro de Fomento, nuevamente ministro de Gobernación y ministro de Ultramar; y finalmente, durante el reinado de Alfonso XIII, ministro de Gobernación, presidente del Consejo de Ministros y presidente del Congreso de los Diputados.

## Biografía

### Orígenes
Nacido en Cádiz, estudió Derecho en la Universidad Central de Madrid, donde en 1858 obtuvo la cátedra de Instituciones de Hacienda. Su origen gaditano y sus relaciones familiares y de negocios con Gran Bretaña le predestinaban a ser, como fue, un activo defensor del librecambismo. 
En 1863 fue elegido diputado independiente por Almadén, provincia de Ciudad Real, escaño al que pronto renunciaría. Fue reelegido, por Ciudad Real en esta ocasión, en 1868 tras el triunfo de la Revolución de 1868 y colaboró en la redacción de la Constitución española de 1869. También, fue ponente en las conferencias dominicales sobre la educación de la mujer (Universidad de Madrid), con la conferencia Influencia de la madre sobre la vocacion y profesion de los hijos (Madrid, 1869).
Era casado con Concepción de Remisa y Rafo, hija de Gaspar de Remisa Miarons (1784-1847), I marqués de Remisa y vizconde de Casa Sans y de Marianna Teresa Rafo de Tolosa (1802 1822).

### Abolición de la esclavitud

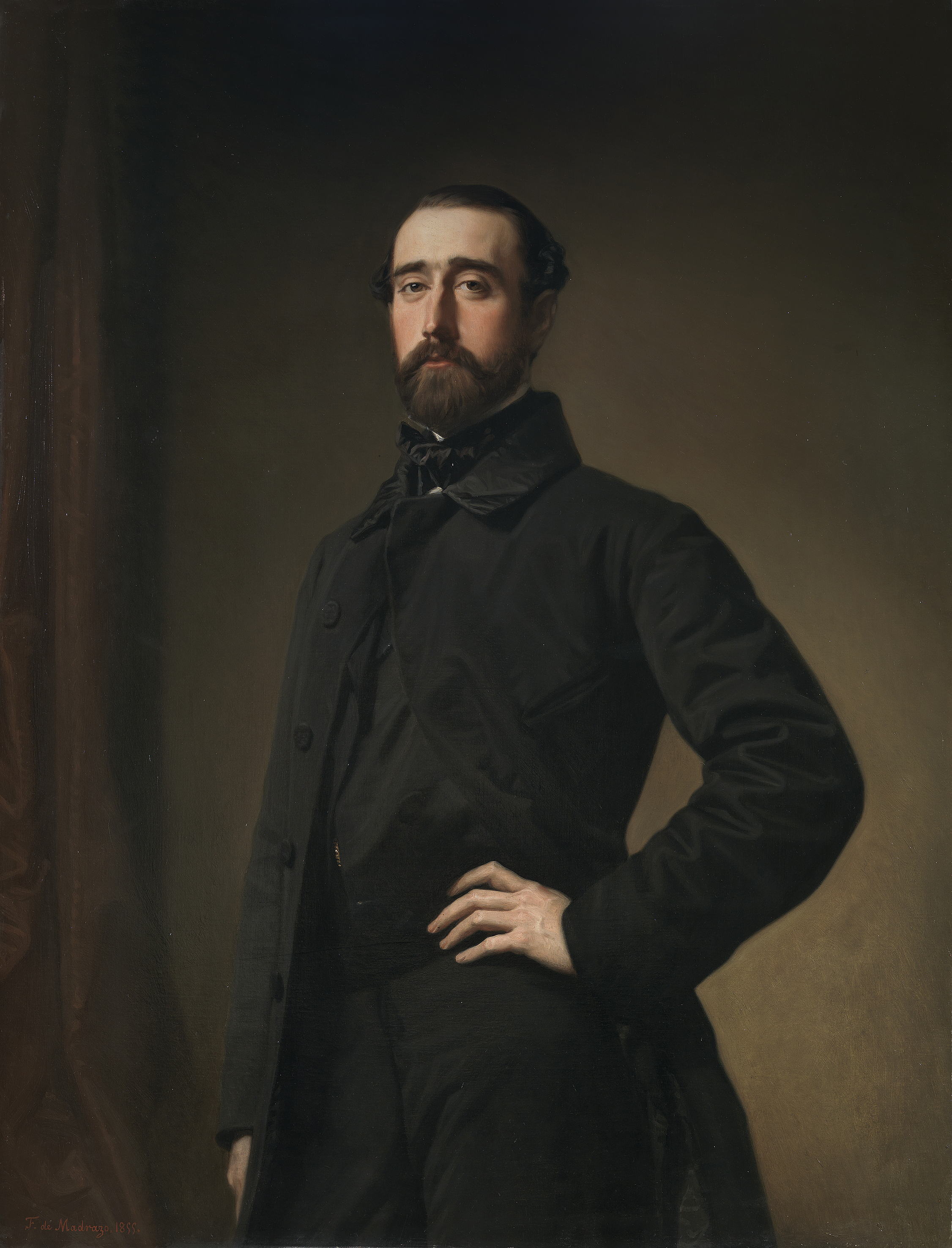
Segismundo Moret, por Federico Madrazo (1855, Museo del Prado).

Fue ministro de Ultramar en el gabinete presidido por el general Prim (1870). Durante su gestión se abolió la esclavitud en Puerto Rico, que quedó limitada a la libertad de vientres, conocida como Ley Moret, de 4 de julio de 1870 y promovió un texto constitucional para Puerto Rico. Pasó después a ser ministro de Hacienda en el primer Gobierno del reinado de Amadeo I (1871), pero tuvo que dimitir al poco tiempo a causa de ciertas irregularidades en dos concesiones de tabaco.

### Embajador y ministro liberal

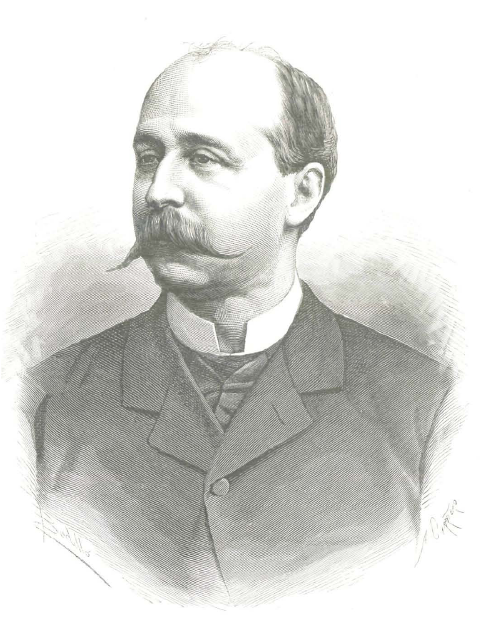
Moret en La Ilustración Española y Americana (1881).

Nombrado embajador en Londres en 1871, fijó allí su residencia tras su dimisión como embajador, para dirigir un negocio bancario. En 1875, tras la restauración borbónica, regresó a España y fundó el Partido Democrático-Monárquico, que en 1882 se fusionó en Izquierda Dinástica y acabó dentro del Partido Liberal de Sagasta.
Fue nombrado en 1883 ministro de la Gobernación bajo el gobierno liberal de José Posada Herrera. Desde 1885 formó parte del Partido Liberal, en el que colaboró con Sagasta como ministro de Estado (1885-1888), Gobernación (1888, 1901 y 1902), Fomento (1892), Estado (1892 y 1894) y Ultramar (1897-1898). Su gestión como ministro fue muy rebatida por el industrial vasco Víctor Chávarri, quien entendía que la gestión de Moret y el tratado con Alemania perjudicaban los intereses de la industria pesada española, logrando derribarlo del ministerio. 

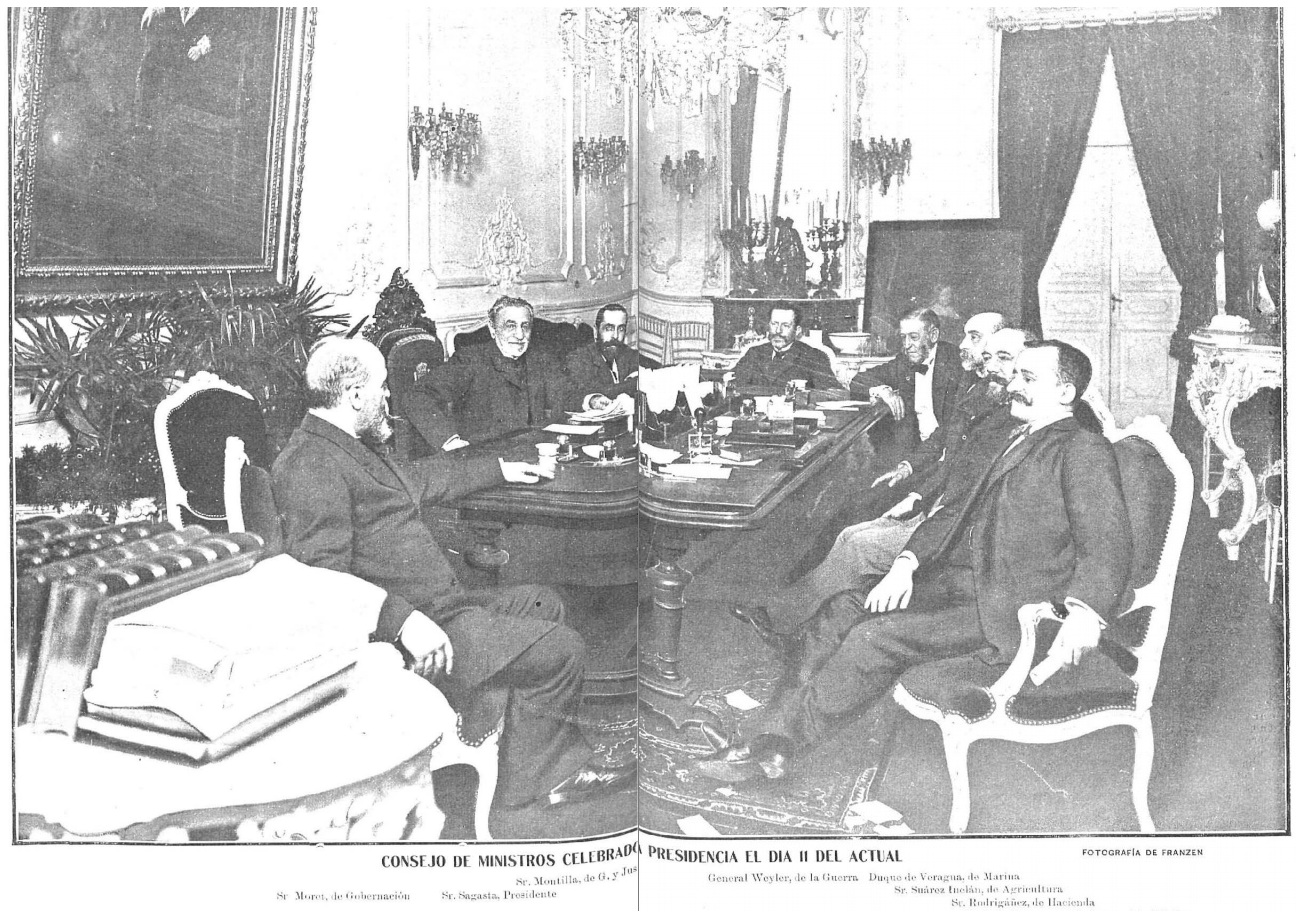
Consejo de ministros de Sagasta en 1902, con Moret, a la izquierda como ministro de Gobernación; fotografía de Franzen.

A la muerte de Sagasta, participó en las luchas por la dirección del partido, en dura pugna con Montero Ríos, pero su falta de resolución y los pocos escrúpulos que en ocasiones había demostrado, le cerraron el camino. En 1897, siendo ministro de Ultramar, decretó la autonomía de Cuba y Puerto Rico, en un vano intento de impedir la rebelión en esos territorios ultramarinos. Cerca de 1902 colaboró en la creación del Instituto de Reformas Sociales, embrión del futuro Ministerio de Trabajo.

### Presidente
Tras la dimisión de Montero Ríos debido a su intención de sancionar a los militares implicados en los hechos del diario ¡Cu-Cut!, ocupó la presidencia del Gobierno (1905-1906). Durante este mandato, apoyó a los militares e hizo aprobar la Ley de Jurisdicciones, que puso las ofensas al Ejército y los símbolos y unidad de España bajo jurisdicción militar, con lo que conjugó en su contra a todos los sectores políticos catalanes. Una de sus armas para luchar contra ellos fue el apoyo que concedió bajo mano a Alejandro Lerroux, quien con su radicalismo demagógico podía apartar del catalanismo a las masas obreras barcelonesas. El atentado de Mateo Morral contra Alfonso XIII, mayo de 1906, le forzó a dimitir en julio de 1906, tras una gestión en que no había ganado ningún prestigio, quedando sin mayoría suficiente en las Cortes, aunque volvió a desempeñar brevemente tal cargo del 30 de noviembre al 4 de diciembre del mismo año, provocando la "crisis del papelito" (noviembre), pero el Congreso le hizo objeto de un voto de censura, y el nuevo gobierno de Moret hubo de presentar la dimisión a las 48 horas de haberse formado.

### Caída y presidente del Congreso

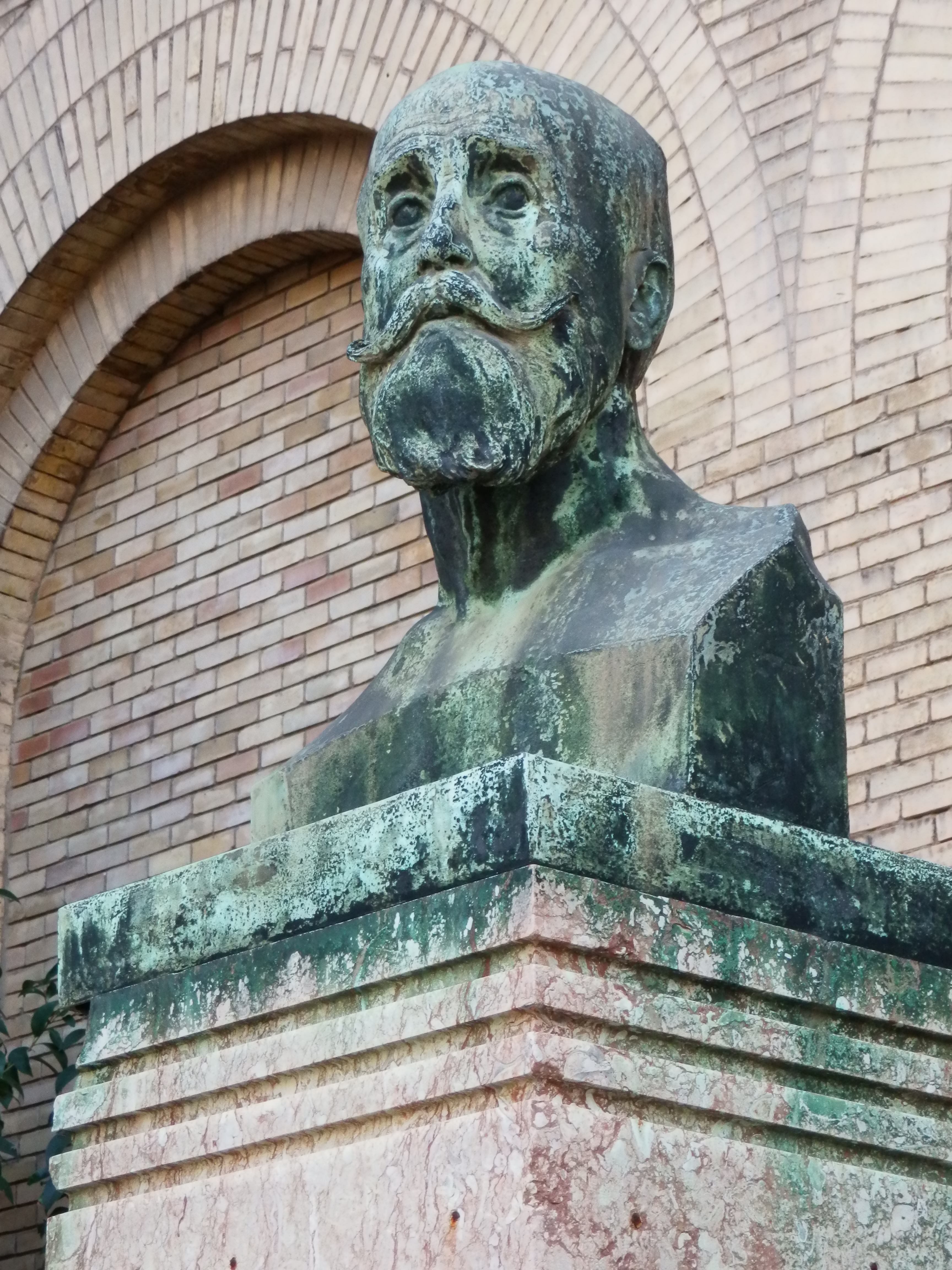
Monumento a Segismundo Moret en Zaragoza

Tras los dramáticos sucesos de la Semana Trágica en 1909, de nuevo alcanzó la jefatura del gobierno sucediendo a Antonio Maura, al tiempo que desempeñaba la cartera de Gobernación, pero nuevamente hubo de dimitir en febrero del año siguiente al no conseguir la disolución de las Cortes para obtener una mayoría que respaldara su proyecto, siendo sustituido por Canalejas y derribado por sus compañeros de partido, que le vetaron y le obligaron a retirarse de la política activa. En 1912, cuando Canalejas fue asesinado, el gobierno del conde de Romanones lo eligió como presidente del Congreso de los Diputados, cargo que desempeñó hasta su muerte.
Fue nombrado hijo adoptivo de Cáceres en 1881 e hijo predilecto de Cádiz en 1907.